# Vertigo Jazz Club & Restaurant

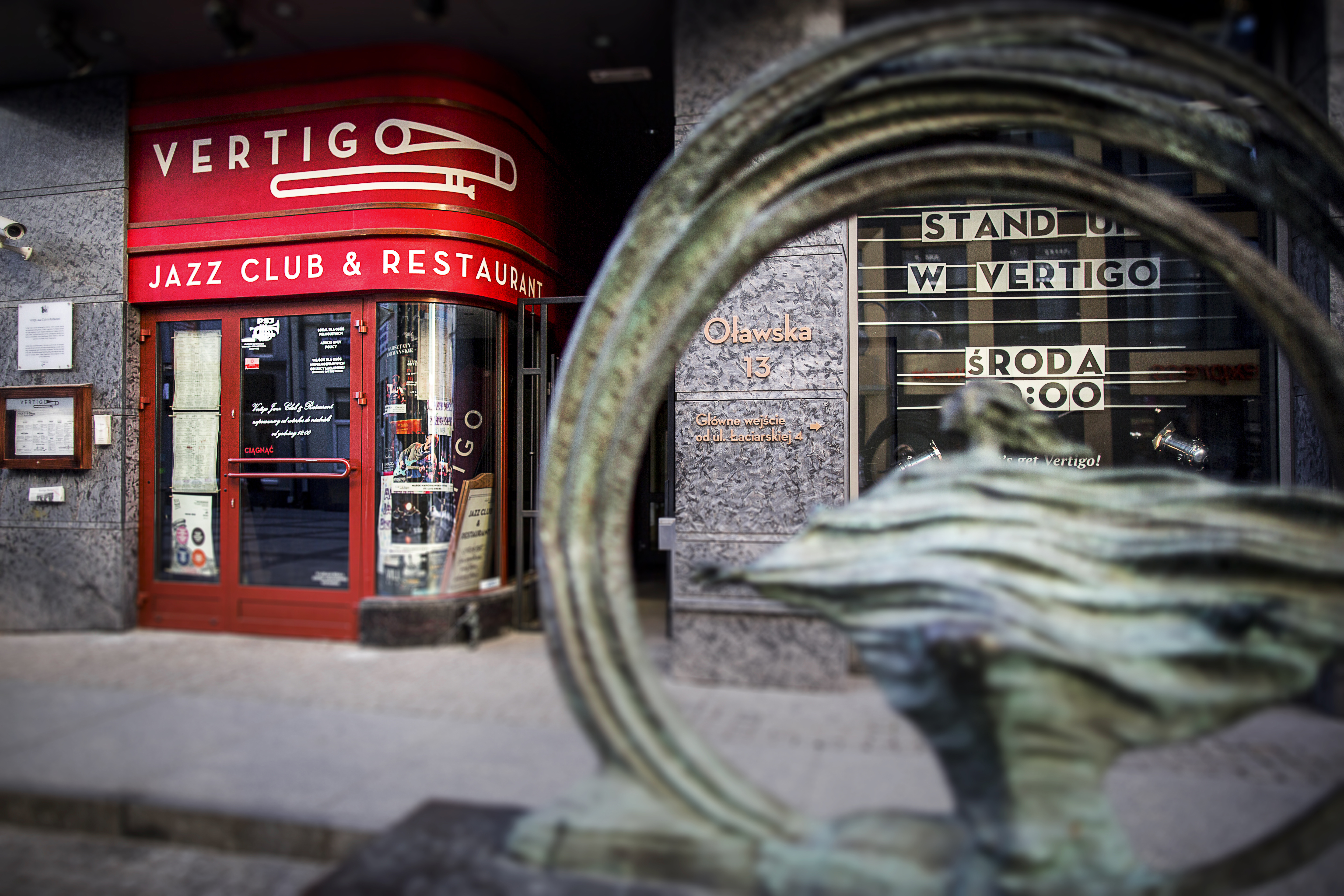
Wejście do Vertigo Jazz Club & Restaurant przy ulicy Oławskiej 13 we Wrocławiu.

Vertigo Jazz Club & Restaurant (Vertigo) – klub jazzowy i restauracja we Wrocławiu. Jeden z większych klubów tego typu w Europie. Wystrojem nawiązujący do lat dwudziestych XX wieku. Lokal, zlokalizowany jest w centrum miasta, przy ulicy Oławskiej 13 w dawnej kamienicy "Pod Anielskim Zwiastowaniem" przebudowanej w 1913 według projektu Alvina Wedemanna na Dom Handlowy Stefan Esders.
W obecnej chwili kamienica została przebudowana na nowoczesny budynek biurowy przez firmę Save The World Real Estates sp. z o.o., która jest właścicielem klubu. Vertigo mieści się na poziomie -1 biurowca. W klubie prawie każdego dnia organizowane są koncerty, spektakle lub występy.

## Historia klubu
Przed otwarciem klubu przy ulicy Oławskiej 13 w ramach promocji organizowane były koncerty i wystawy we Wrocławiu.
Vertigo Jazz Club & Restaurant został otwarty 15 lutego 2015 roku. Koncert otwarcia uświetniła wokalistka jazzowa Monika Borzym. Od tego dnia w klubie organizowane są koncerty jazzowe, bluesowe jak również okazjonalnie koncerty reprezentantów innych gatunków muzycznych, a także spektakle i występy stand-up.
W każdy wtorek, a okazjonalnie w inne dni tygodnia klub jest gospodarzem Jazz Jam Sessions rozgrywanych przez wrocławskich muzyków jazzowych.
W Vertigo odbywały się koncerty towarzyszące oraz imprezy partnerskie: Jazzu Nad Odrą, Przeglądu Piosenki Aktorskiej, New York Jazz Masters International Workshop, Dolnośląskiego Festiwalu Teatrów Improwizacji, Bass & Beat Festival.
Od 2017 roku stale występuje na scenie Vertigo Teatr Improwizacji Improkracja.

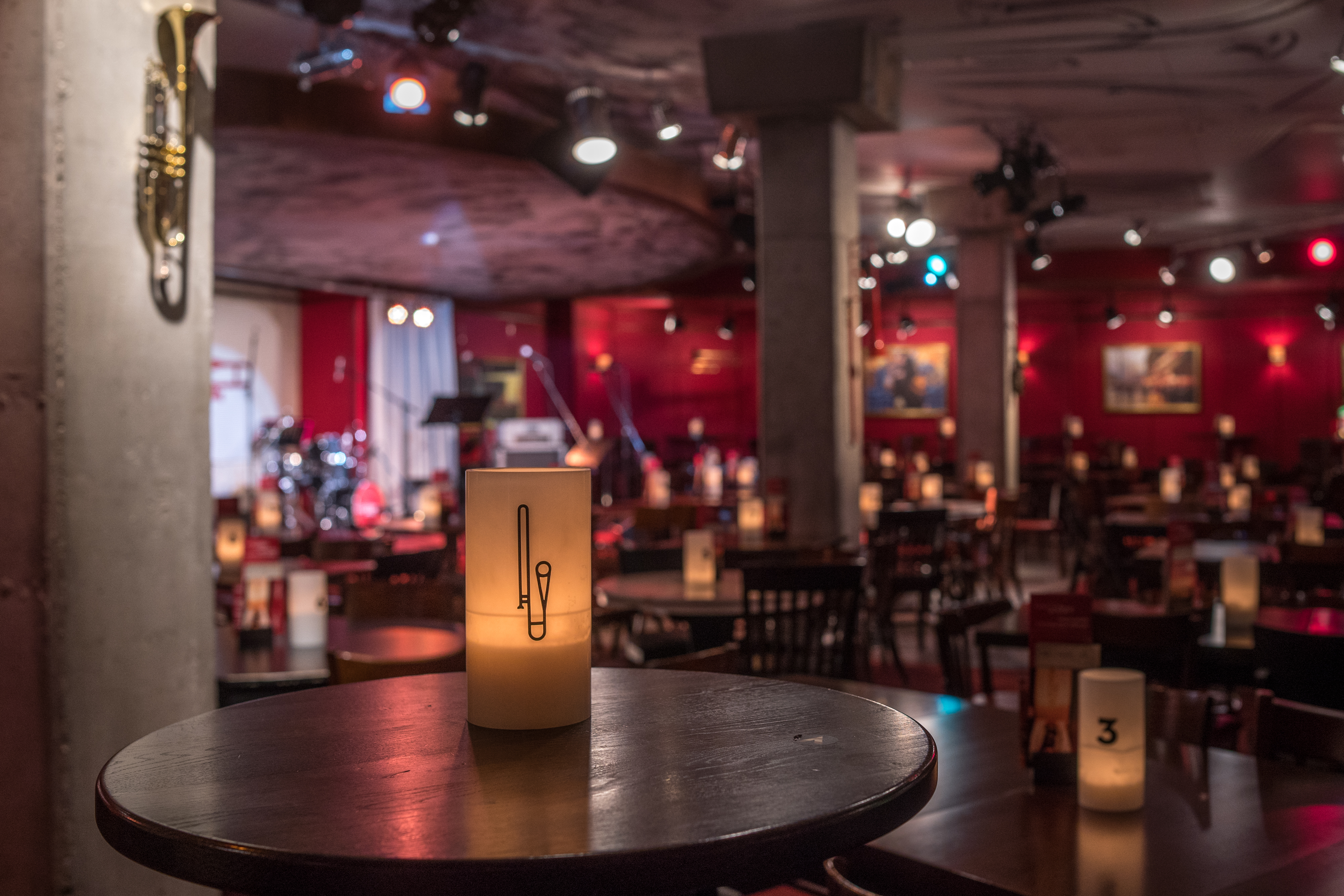
Wnętrze klubu Vertigo Jazz Club & Restaurant

We współpracy z Wydziałem Kultury Urzędu Miasta Wrocławia klub współorganizuje od 2018 roku Vertigo Summer Jazz Festival, który odbywa się w dniach od 1 do 31 lipca zapełniając przestrzeń miejską Wrocławia muzyką jazzową.
W 2019 roku klub uzyskał patronat Polskiego Stowarzyszenia Jazzowego oraz tytuł 30 Kreatywnych Wrocławia.

## Działalność koncertowa i kulturalna
Vertigo Jazz Club & Restaurant jest klubem jazzowym. Często, jednak mieszają się w nim style muzyczne od bluesa, funku, soulu oczywiście po jazz. Prezentowane są również inne formy artystyczne np. Komediowy Teatr Improwizowany “Improkracja”. W lokalu odbywają się liczne wystawy i wernisaże fotografii i grafiki jazzowej takich artystów jak: Lech Basel, Szymon Palka, wystawa prac Zdzisława Beksińskiego organizowana wspólnie z Vivid Gallery. Klub współpracuje również z wieloma fundacjami, wspierając działania charytatywne. Znakiem rozpoznawalnym Vertigo Jazz Club & Restaurant jest grana prawie każdego dnia muzyka na żywo.

### Koncerty organizowane przed otwarciem klubu
- 24 sierpnia 2012 – Aga Zaryan – w Auli Papieskiego Wydziału Teologicznego
- 21 września 2012 – Jan Ptaszyn Wróblewski w Muzeum Architektury we Wrocławiu
- 16 listopada 2012 – Marci Wasilewski Trio w sali koncertowej Polskiego Radia[1]
- 16 lutego 2013 – Kwartet Wojciecha Karolaka w Oratorium Marianum
- 21 czerwca 2013 – Marek Bałata Chopin Quintet w Auli Lepooldyńskiej
- 16 sierpnia 2013 – Pink Freud – Muzeum Architektury we Wrocławiu[2]

### Wybrane koncerty w klubie
- 15 lutego 2015 – Monika Borzym
- 1 marca 2015 – Jazzpospolita
- 11 marca 2015 – Tomasz Wendt Quartet
- 29 marca 2015 – HoTS
- 5 maja 2015 – The Jazz Lab Ensamble (USA)
- 10 maja 2015 – Bernard Maseli & Ireneusz Głyk
- 17 maja 2015 – Henryk Miśkiewicz Full Drive
- 24 maja 2015 – Schmidt Electric
- 30 maja 2015 – Leszek Cichoński Quartet
- 31 maja 2015 – High Definition Quartet
- 29 października 2015 – Electro Acoustic Beat Sessions: Memorial to Miles
- 17 marca 2016 – Trzaska / Harnik / Brandlmayr  playing Smarzowski
- 24 kwietnia 2016 – Pianohooligan: 15 Studies for the Oberek
- 22 maja 2016 – Niechęć
- 1 czerwca 2016 –Jabłonka
- 9 czerwca 2016 – Michael „Patches” Stewart
- 14 sierpnia 2016 – New York Jazz Masters: Jam Session
- 23 września 2016 – Tomasz Stańko Band
- 22 września 2016 – Aki Takase + Rudi Mahal „Evergreen”
- 24 września 2016 – Rogier Telderman Trio
- 17 listopada 2016 – Dona Rosa
- 19 listopada 2016 – The Lewis Hamilton Band
- 7 grudnia 2016 – Piotr Baron Quartet
- 14 grudnia 2016 – Bibobit
- 12 stycznia, 2017 – Leszek Cichoński Band
- 16 lutego 2017 – Marek Napiórkowski i Artur Lesicki – Celuloid
- 17 marca 2017 – Riccardo Del Fra Quintet
- 13 kwietnia 2017 – Justyna Szafran – „Łagodna”
- 23 kwietnia 2017 – Grażyna Łobaszewska – premiera płyty „Sklejam się”
- 11 maja 2017 – Chuck Frazier Band
- 25 maja 2017 – Recital Marian Opania „Moje Fascynacje”
- 14 czerwca 2017 – Premiera Vertigo Big Band
- 22 czerwca 2017 – OldBreakout
- 14 sierpnia 2017– New York Jazz Masters Jam Session vol.
- 20 września 2017 – Jazzpospolita
- 18 grudnia 2017 – Adam Nowak i Akustyk Amigos
- 15 stycznia 2018 – Soyka Trio
- 15 lutego 2018 – Waglewski i Pospieszalski
- 18 lutego 2018 – Philippe Lemm Trio
- 26 marca 2018 – John Porter i Wojciech Mazolewski
- 16 kwietnia 2018 – Voo Voo
- 21 czerwca 2018 – Wojtek Pilichowski Band
- 1 – 31 lipca 2018 – Vertigo Summer Jazz Festival
- 27 września 2018 The LIONS – Natalia Lubrano i Co
- 3 października 2018 – Waglewski i Łęczycki
- 8 listopada 2018 – Mitch & Mitch
- 28 listopada 2018 – Wojtek Mazolewski Quintet "Komeda”
- 24 stycznia 2019 – Anita Lipnicka – Z bliska
- 28 marca 2019 – Dorota Miśkiewicz i Atom String Quartet
- 12 maja 2019 – Paśko i zespół Co To
- 14 października 2019 – Tubis Trio i Magdalena Kumorek – “Komeda Nova”
- 17 listopada 2019 – Gaba Kulka – “Hat, Rabitt Tour”
- 27 listopada 2019 – Karasiewicz Power Set & Krzesimir Dębski
- 11 grudnia 2019 – Mundi

## Vertigo Summer Jazz Festival
Vertigo Summer Jazz Festival to inicjatywa klubu Vertigo Jazz Club & Restaurant mająca na celu promocję jazzu oraz miasta Wrocławia jako przestrzeni koncertowej. W ramach Festivalu, który odbywa się od 1 do 31 lipca każdego roku Vertigo Jazz Club & Restaurant zaprasza na koncerty jazzowe do takich miejsc jak: plaże, parki, hotele, dachy i tarasy widokowe, wyspy i do klubu Vertigo. Koncerty organizowane są również w nietypowych miejscach, jak pokład tramwaju czy statku. Koncerty Festivalowe odbywają się każdego dnia, czasem realizowane są dwa lub trzy dziennie.

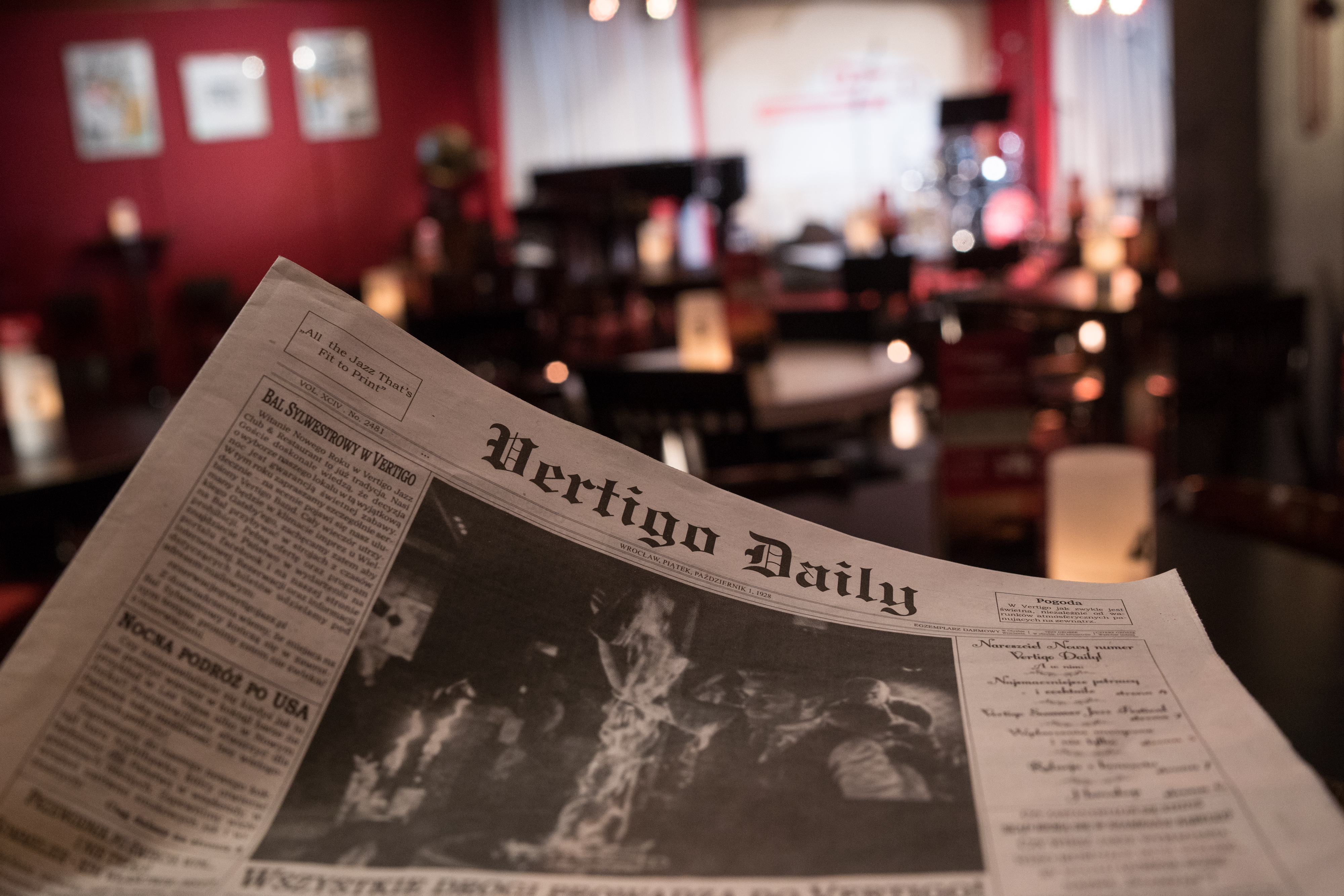
Vertigo Daily – gazeta wydawana przez klub od 2018 roku, stanowiąca menu oraz obszerną bazę wiedzy o muzyce, kulturze i mieście